# Premio Interallié
El Premio Interallié (prix Interallié), también conocido simplemente como l'Interallié,  es un premio literario francés anual, otorgado a una novela escrita por un periodista.

## Historia
El premio fue iniciado el 3 de diciembre de 1930 por alrededor de treinta periodistas que almorzaban en el cercle de l'Unión interallié (Círculo de la unión interaliada), reunidos mientras esperaban el anuncio del ganador del Premio Femina.
El jurado está compuesto de diez periodistas, más el ganador del año anterior.  El premio es generalmente otorgado en algún momento de comienzos de noviembre, después del Premio Goncourt.  Las deliberaciones ahora tienen lugar en el restaurante parisiense Lasserre.  A pesar de que ganar el Interallié normalmente mejora las ventas de una novela, el premio es puramente honorífico, y no se otorga ningún beneficio económico al ganador.

## Ganadores
| Año  | Ganador                    | Trabajo                                                                    | Editor                     |
| ---- | -------------------------- | -------------------------------------------------------------------------- | -------------------------- |
| 2023 | Gaspard Koenig             | Humus                                                                      | L'Observatoire             |
| 2022 | Philibert Humm             | Roman fleuve                                                               | Éditions des Équateurs     |
| 2021 | Mathieu Palain             | Ne t'arrête pas de courir                                                  | L'Iconoclaste              |
| 2020 | Irène Frain                | Un crime sans importance                                                   | Le Seuil                   |
| 2019 | Karine Tuil                | Les Choses humaines                                                        | Gallimard                  |
| 2018 | Thomas B. Reverdy          | L'Hiver du mécontentement                                                  | Flammarion                 |
| 2017 | Jean-René Van der Plaetsen | La Nostalgie de l'honneur                                                  | Grasset                    |
| 2016 | Serge Joncour              | Repose-toi sur moi                                                         | Flammarion                 |
| 2015 | Laurent Binet              | La Septième Fonction du langage                                            | Grasset                    |
| 2014 | Mathias Menegoz            | Karpathia                                                                  | P.O.L                      |
| 2013 | Nelly Alard                | Momento d'un par                                                           | Gallimard                  |
| 2012 | Philippe Djian             | "Oh…"                                                                      | Gallimard                  |
| 2011 | Morgan Sportes             | Tout, tout de suite                                                        | Fayard                     |
| 2010 | Jean-Michel Olivier        | L'Amor nègre                                                               | Éditions de Fallois        |
| 2009 | Yannick Haenel             | Jan Karski                                                                 | Gallimard                  |
| 2008 | Serge Bramly               | Le Premier Principe, le Segundo Principe                                   | Lattès                     |
| 2007 | Christophe Ono-dit-Biot    | Birmane                                                                    | Plon                       |
| 2006 | Michel Schneider           | Marilyn, dernières séances                                                 | Grasset                    |
| 2005 | Michel Houellebecq         | La Posibilidad de una Isla                                                 | Fayard                     |
| 2004 | Florian Zeller             | La Fascinación du pire                                                     | Flammarion                 |
| 2003 | Frédéric Beigbeder         | Windows en el Mundo                                                        | Grasset                    |
| 2002 | Gonzague Santo-Bris        | Les Vieillards de Brighton                                                 | Grasset                    |
| 2001 | Stéphane Denis             | Hermanas                                                                   | Fayard                     |
| 2000 | Patrick Poivre d'Arvor     | L'Irrésolu                                                                 | Albin Michel               |
| 1999 | Jean-Christophe Rufin      | Les Causas perdues                                                         | Gallimard                  |
| 1998 | Gilles Martin-Chauffier    | Les Corrompus                                                              | Grasset                    |
| 1997 | Éric Neuhoff               | La Petite Française                                                        | Albin Michel               |
| 1996 | Eduardo Manet              | Rhapsodie cubaine                                                          | Grasset                    |
| 1995 | Franz-Olivier Giesbert     | La Souille                                                                 | Grasset                    |
| 1994 | Marc Trillard              | Eldorado 51                                                                | La Vraie Francia et Phébus |
| 1993 | Jean-Pierre Dufreigne      | Le Dernier Amor d'Aramis ou les Vrais Mémoires du chevalier René d'Herblay | Grasset                    |
| 1992 | Dominique Bona             | Malika                                                                     | Mercure de Francia         |
| 1991 | Sébastien Japrisot         | Un Largo dimanche de fiançailles                                           | Denoël                     |
| 1990 | Bruno Bayon                | Les Animales                                                               | Grasset                    |
| 1989 | Alain Gerber               | Le Verger du diable                                                        | Grasset                    |
| 1988 | Bernard-Henri Lévy         | Les Derniers Jours de Charles Baudelaire                                   | Grasset                    |
| 1987 | Raoul Mille                | Les Amants du paradis                                                      | Grasset                    |
| 1986 | Philippe Labro             | L'Étudiant étranger                                                        | Gallimard                  |
| 1985 | Serge Lentz                | Vladimir Roubaïev                                                          | Laffont                    |
| 1984 | Michèle Perrein            | Les Cotonniers de Bassalane                                                | Grasset                    |
| 1983 | Jacques Duquesne           | Maria Vandamme                                                             | Grasset                    |
| 1982 | Éric Ollivier              | L'Orphelin de mer… ou les Mémoires de monsieur No                          | Denoël                     |
| 1981 | Louis Nucéra               | Le Chemin de la Lanterne                                                   | Grasset                    |
| 1980 | Christine Arnothy          | Toutes les Posibilidades más une                                           | Grasset                    |
| 1979 | François Cavanna           | Les Russkoffs                                                              | Belfond                    |
| 1978 | Jean-Didier Wolfromm       | Diane Lanster                                                              | Grasset                    |
| 1977 | Jean-Marie Rouart          | Les Feux du pouvoir                                                        | Grasset                    |
| 1976 | Raphaële Billetdoux        | Prends garde à la douceur des choses                                       | Le Seuil                   |
| 1975 | Voldemar Lestienne         | L'Amant de poche                                                           | Grasset                    |
| 1974 | René Mauriès               | Le Gorra de la Gitane                                                      | Fayard                     |
| 1973 | Lucien Bodard              | Monsieur le Cónsul                                                         | Grasset                    |
| 1972 | Georges Walter             | Des vols de Vanessa                                                        | Grasset                    |
| 1971 | Pierre Rouanet             | Castell                                                                    | Grasset                    |
| 1970 | Michel Déon                | Les Poneys sauvages                                                        | Gallimard                  |
| 1969 | Pierre Schoendoerffer      | L'Adieu au roi                                                             | Grasset                    |
| 1968 | Christine de Rivoyre       | Le Petit Matin                                                             | Grasset                    |
| 1967 | Yvonne Baby                | Oui l'espoir                                                               | Grasset                    |
| 1966 | Kléber Haedens             | L'été finit sous les tilleuls                                              | Grasset                    |
| 1965 | Alain Bosquet              | La Confesión mexicaine                                                     | Grasset                    |
| 1964 | René Fallet                | París au mois d'août                                                       | Denoël                     |
| 1963 | Renée Massip               | La Bête quaternaire                                                        | Gallimard                  |
| 1962 | Henri-François Rey         | Les Pianos mécaniques                                                      | Laffont                    |
| 1961 | Jean Ferniot               | L'Ombre portée                                                             | Gallimard                  |
| 1960 | Henry Muller               | Clem                                                                       | La Mesa ronde              |
| 1960 | Jean Portelle              | Janitzia ou la Dernière qui aima d'Amor                                    | Denoël                     |
| 1959 | Antoine Blondin            | Un Mono en Invierno                                                        | La Mesa ronde              |
| 1958 | Bertrand Poirot-Delpech    | Le Magnífico Dadais                                                        | Denoël                     |
| 1957 | Paul Guimard               | Rue du Havre                                                               | Denoël                     |
| 1956 | Armand Lanoux              | Le Commandant Watrin                                                       | Julliard                   |
| 1955 | Félicien Marceau           | Les Élans du cœur                                                          | Gallimard                  |
| 1954 | Maurice Boissais           | Le Goût du péché                                                           | Julliard                   |
| 1953 | Louis Chauvet              | Aire sur la quatrième corde                                                | Flammarion                 |
| 1952 | Jean Dutourd               | La Mantequilla Mejor                                                       | Gallimard                  |
| 1951 | Jacques Perret             | Bande à Parte                                                              | Gallimard                  |
| 1950 | Georges Auclair            | Un Amor allemand                                                           | Gallimard                  |
| 1949 | Gilbert Sigaux             | Les Chiens enragés                                                         | Julliard                   |
| 1948 | Henry Castillou            | Cortiz s'est révolté                                                       | Fayard                     |
| 1947 | Pierre Daninos             | Les Carnets du Bon Dieu                                                    | La Jeune Parque            |
| 1946 | Jacques Nels               | Poussière du temps                                                         | Le Bateau ivre             |
| 1945 | Roger Vailland             | Drôle de jeu                                                               | Corréa                     |
| 1939 | Roger De Lafforest         | Les Figurants de la mort                                                   | Grasset                    |
| 1938 | Paul Nizan                 | La Conspiration                                                            | Gallimard                  |
| 1937 | Romain Roussel             | La Vallée sans printemps                                                   | Plon                       |
| 1936 | René Laporte               | Chasis de novembre                                                         | Denoël                     |
| 1935 | Jacques Debu-Bridel        | Jeunes Ménages                                                             | Gallimard                  |
| 1934 | Marc Bernard               | Anny                                                                       | Gallimard                  |
| 1933 | Robert Bourget-Pailleron   | L'Homme du Brésil                                                          | Gallimard                  |
| 1932 | Simonne Ratel              | La Maison des Bories                                                       | Plon                       |
| 1931 | Pierre Bost                | Le Scandale                                                                | Gallimard                  |
| 1930 | André Malraux              | La Manera Real                                                             | Grasset                    |